# Овидијеве Метаморфозе
Метаморфозе је еп који је Овидије, већ као зрео песник, објавио као своје обимом највеће дело. Садржај 15 књига су 250 прича које су написане у хексаграмима, а укупан број хексаграма је 11995. Приче обрађује низ митова који за тему имају преображаје и отелотворења појава, догађаја или појмова у разноразна обличја, од прве метаморфозе Хаоса до претварања Цезара у Звезду и апотеозе августа.
Ликови у Овидијевим Метармофозама пролазе кроз невероватне преображаје – или су полубогови или јунаци и хероји или обични људи са свим својим манама и врлинама, а све шта има се догађа, Овидије приповеда стилом који је испуњен фантастиком. 
Овидије је Метаморфозама покушао и успео створити свој opus perpetuum, еп који је пун духа, а изграђен је на свету античког мита. 
Из овог епа до данас су остали чувени одломци о претварању Дафне у ловор, о љубави Пирама и Тизбе, о Јасону и Медеји, о Ниоби, Дедалу и Икару, идилична новела о Филемону и Баукиди, као и мит о Орфеју и Еуридици.
Једно од најутицајнијих дела у западној култури, Метаморфозе, инспирисале су ауторе као што су Данте Алигијери, Ђовани Бокачо, Џефри Чосер и Вилијам Шекспир. Бројне епизоде из песме приказане су у признатим делима скулптуре, сликарства и музике. Иако је интересовање за Овидија избледело након ренесансе, дошло је до поновног оживљавања пажње за његово дело крајем 20. века. Данас Метаморфозе настављају да инспиришу и препричавају се кроз различите медије. Направљени су бројни преводи дела на енглески, од којих је први направио Вилијам Какстон 1480.

## Извори и модели
Овидијев однос према хеленистичким песницима био је сличан односу самих хеленистичких песника према њиховим претходницима: показао је да је читао њихове верзије ... али да је ипак могао да третира митове на свој начин.

— Карл Галински
На Овидијеву одлуку да мит учини доминантним предметом Метаморфоза утицала је предиспозиција александријске поезије. Међутим, док је у тој традицији то служило као повод за моралну рефлексију или увид, он ју је уместо тога учинио „предметом игре и веште манипулације“. Модел за збирку митова о метаморфози произашлих из већ постојећег жанра поезије метаморфозе у хеленистичкој традицији, чији је најранији познати пример Бојова Ornithogonia — сада фрагментарна песма која прикупља митове о метаморфозама људи у птице.
Постоје три примера Метаморфоза каснијих хеленистичких писаца, али се мало зна о њиховом садржају. Хетеројумена Никандра из Колофона је познатија и очигледно је утицала на песму — 21 прича из овог дела обрађена је у Метаморфозама. Међутим, на начин типичан за писце тог периода, Овидије се значајно одступио од својих модела. Метаморфозе су биле дуже од било које претходне збирке митова о метаморфози (Никандерово дело се састојало од вероватно четири или пет књига) и позиционирале су се унутар историјског оквира.
Неке од Метаморфоза потичу из ранијег књижевног и поетског третмана истих митова. Овај материјал је био различитог квалитета и свеобухватности — док је део био „фино обрађен“, у другим случајевима Овидије је можда радио полазећи од ограниченог материјала. У случају често коришћеног мита као што је мит о Ији у првој књизи, који је био предмет књижевне адаптације још у 5. веку пре нове ере, као и у генерацији непосредно пре његове, Овидије реорганизује и иновира постојећи материјал како би у први план ставио своје омиљене теме и отелотворио кључне теме Метаморфозе.

## Теме
Различити жанрови и поделе у наративу омогућавају Метаморфозама да прикажу широк спектар тема. Научник Стивен М. Вилер примећује да су „метаморфоза, променљивост, љубав, насиље, уметност и моћ само неке од обједињујућих тема које су критичари предлагали током година“.

### Метаморфоза
Метаморфоза или трансформација је обједињујућа тема међу епизодама Метаморфозе. Овидије експлицитно подиже њен значај у почетним редовима песме: In nova fert animus mutatas dicere formas / corpora; („Намеравам да говорим о облицима промењеним у нове ентитете;“). Пратећи ову тему често је насиље нанесено жртви чија трансформација постаје део природног пејзажа. Ова тема спаја много истражену опозицију између ловца и прогоњеног и тематску напетост између уметности и природе.
Постоји велика разноликост међу врстама трансформација које се дешавају: од човека до неживог предмета (Нилеус), сазвежђа (Аријаднина круна), животиње (Пердикс); од животиња (мрави) и гљиве (печурке) до човека; пола (хијене); и боје (шљунак). Саме метаморфозе се често метатекстуално налазе унутар песме, кроз граматичке или наративне трансформације. У другим временима, трансформације се развијају у хумор или апсурд, тако да, полако, „читалац схвата да га имају“, или се сама природа трансформације доводи у питање или поткопава. Овај феномен је само један аспект Овидијеве екстензивне употребе илузије и прерушавања.